# يوهانس بولياندر
يوهانس بولياندر فان دن كيركهوفن (28 مارس 1568 في ميتز – 4 فبراير 1646 في ليدن) كان عالمًا لاهوتيًا كالفينيًا هولنديًا. تعتبر أراءه من الآراء المعتدلة.